# Haus Rohren
Das Haus Rohren ist eine Schutzhütte der Sektion Aachen des Deutschen Alpenvereins (DAV). Sie liegt in der Eifel in Deutschland. Es handelt sich um eine Selbstversorgerhütte. Sie ist ganzjährig geöffnet.

## Geschichte
Die Sektion Aachen wurde am 17. April 1894 im Saal des Restaurant „Alt Bayern“ in Aachen als Sektion Aachen des Deutschen und Österreichischen Alpenvereins (DuOeAV) gegründet. Die Skigruppe der Sektion Aachen benötigte in der Nordeifel einen Stützpunkt. Ein Sektionsmitglied fand in Rohren ein geeignetes Grundstück, es war Brachland außerhalb des Ortes. Es war ein Stück Hangland in schönster Lage der Gemeinde, auf dem „Flötschen“ mit Blick auf das Rurtal. Die Parzelle wurde im Jahr 1957 auf die Sektion Aachen übertragen. Das Haus Rohren wurde im Spätherbst 1958 begonnen und am 31. Dezember 1959 konnte die erste Silvesterfeier im noch nicht fertigen Neubau improvisiert werden. Die offizielle Einweihung des Hauses fand am 17. Juni 1960 statt.

## Lage
Das Haus Rohren liegt westlich der Nordeifel, im Dorf Rohren in der Nähe der Stadt Monschau in der Städteregion Aachen.

## Zustieg
Es existiert ein Parkplatz am Haus.

## Hütten in der Nähe
- Duisburger Eifelhütte, Selbstversorgerhütte, (230 m ü. NHN)
- Mülheimer Eifelhütte, Selbstversorgerhütte, (185 m ü. NHN)
- Dürener Hütte, Selbstversorgerhütte, (350 m ü. NHN)
- Düsseldorfer Eifelhütte, Selbstversorgerhütte, (222 m ü. NHN)
- Kölner Eifelhütte, Selbstversorgerhütte, (214 m ü. NHN)
- Krefelder Eifelheim, Selbstversorgerhütte, (225 m ü. NHN)
- Eifeler Haus Vogelsang, Selbstversorgerhütte, (489 m ü. NHN)[3]

## Tourenmöglichkeiten
- Wandern und Radeln um Eicherscheid, 8,3 km, 2,2 Std.
- Partnerweg des Eifelsteigs – Heckenlandroute, 14,5 km, 4 Std.
- Rur-Drosselbach-Runde, 6,5 km, 2 Std.
- Zur Ölmühle, 10,9 km, 3 Std.
- Der Flurheckenweg Eicherscheid, 7,4 km, 2 Std.
- Mr. Pfade: Abenteuertour Monschau Teil 2, 19,6 km, 6,5 Std.
- Belgenbach – Belgenbacher Mühle, 3,7 km, 1 Std.
- Tränkhof-Menzerath, 9,7 km, 3 Std.[4]

## Klettermöglichkeiten
- Klettern in der Eifel[5]
- Klettern in der Eifel[6]

## Skifahren
- Loipe Eicherscheid, 7 km, 1,5 Std.[7]
- Skigebiete in der Eifel[8]

## Karten
- Eifelwandern 1 – Hohes Venn, Hürtgenwald, Rurtal: Wanderkarte mit Radwegen, Blatt 31-562, 1:25.000, Düren, Eschweiler, Kreuzau, Nideggen, Schmidt, (NaturNavi Wanderkarte mit Radwegen) Landkarte – Gefaltete Karte ISBN 978-3-96099-123-6
- Nationalpark Eifel, Wanderkarte 1:50.000, Nideggen – Monschau – Scheliden (Freytag & Berndt Wander-Rad-Freizeitkarten) Landkarte – Gefaltete Karte ISBN 978-3-7079-2043-7
- Eifelwandern 3 – Nationalpark Eifel, Rureifel: Wanderkarte mit Radwegen, Blatt 31-561, 1:25.000, Gemünd, Heimbach, Monschau, Rursee, Schleiden, (NaturNavi Wanderkarte mit Radwegen) Landkarte – Gefaltete Karte ISBN 978-3-96099-125-0